# Левинсон, Андрей Яковлевич
Андре́й Яковлевич Левинсо́н (1887, Санкт-Петербург — 1933, Париж) — русский театральный и художественный критик, историк балета и балетный критик, переводчик.

## Биография
Родился 1 (13) ноября 1887 года в семье доктора медицины, врача Мариинского театра Якова Исеровича Левинсона и Марии Шмерковны, урождённой Гурьян.
С 1896 по 1905 год учился в Петришуле. Затем, 25 августа 1905 года поступил на юридический факультет Юрьевского университета (видимо, по причине квот для евреев на поступление в столичный университет), откуда уже в 1906 году перевёлся на историко-филологический факультет Императорского Санкт-Петербургского университета (романо-германское отделение). Окончив университет в 1912 году, спустя 5 лет, с 1917 года, стал преподавать в нём французскую филологию, затем — старо-французский язык на кафедре истории искусств; в 1919—1921 годах был преподавателем истории западно-европейской литературы факультета общественных наук университета.
Как литературный и художественный критик начал печататься с 1907 года; в 1908—1915 годах был постоянным обозревателем журнала «Современный мир». Печатался в таких изданиях как «Ежегодник Императорских театров», журналах «Аполлон», «Столица и усадьба», Речь и др. Писал об А. Галлене, В. А. Серове, А. Т. Матвееве, Б. И. Анисфельде и других. Автор книг о балете («Мастера балета», 1914). Впервые издал на русском языке перевод «Португальских писем» Гийерага (1916).
В 1918—1920 годах — член редколлегии издательства «Всемирная литература», вместе с Н. С. Гумилевым вёл отдел французской литературы.

### В эмиграции
Сначала Левинсон пытался полемизировать с идеологами новой власти. Однако после критики «Мистерии-буфф» В. В. Маяковского (Жизнь искусства. — 1918. — № 10. — 11 ноября. — С. 2), появилось коллективное письмо, в котором к А. Я. Левинсону предлагалось применить меры как к антисоветскому элементу. К 1920 году у него сформировалась идея об эмиграции.
В 1911 году женился на крестьянке Иркутской губернии Любови (Двойре Либе) Шлеймовне Шарф; 5 июня 1914 года у них родилась дочь Мария. Зимой 1919—1920 гг. вместе с женой предпринял трудное и опасное путешествие в Красноярск, куда накануне голода 1918 года к родителям жены была отправлена дочь. В 1920 году через Эстонию и Латвию семья добралась до Литвы, где у А. Я. Левинсона были родственники. Затем перебрались в Берлин. С 1921 года жили в Париже, где после долгих скитаний они нашли скромную квартирку в 14-м округе, на Авеню де Парк Монсори, дом 42.
Примыкал к «правым» кругам русской эмиграции. В газете «Comoedia» (1922—1927) и «Candide» (1928—1932) регулярно публиковались его статьи (балетные рецензии) о последних событиях в мире хореографии. Сотрудничал также в журнале «La Revue Musicale» (1921—1925), «Theatre Arts Monthly» (1924—1930), «L'art vivant» (1926—1931). Критиковал деятельность антрепризы Дягилева, ориентированной, по его мнению, на новшества ради новшеств, а зачастую и на эпатаж публики. Как и в России, много и плодотворно писал о литературе (газета «Les Nouvelles litteraires», 1927—1931), изобразительном искусстве, кино. Иногда его приглашали читать лекции в Сорбонне. В 1928 году был награждён орденом Почётного легиона. Опубликовал книги об Антонии Мерсе (сценический псевдоним Архентина, 1928), современном танце (1929, 1933).
Умер 3 декабря 1933 года в Париже. Похоронен на кладбище Пер-Лашез.

## Сочинения

### Книги
- Аксель Галлен. — СПб.: Пропилеи, 1908. — 84 с.
- Христос в искусстве. — СПб.: Хронос, [1911?]. — 16 с. — (Художественная библиотека № 3).
- И. Израэльс. — СПб.: Хронос, [1911?]. — 47 с. — (Художественная библиотека № 4).
- Э. Лерманс. — СПб.: Хронос, [1911?]. — 45 с. — (Художественная библиотека № 5).
- А. Т. Матвеев. — СПб.: Т-во Р. Голике и А. Вильборг, 1913. — 5 с.
- Мастера балета. — СПб.: Издание Н. В. Соловьева, [1914]. — 136 с.
- Старый и новый балет. — Петроград: Свободное искусство, [1919]. — 136 с. — 1000 экз.
  - Старый и новый балет. Мастера балета. — 2-е изд. — СПб.: Лань : Планета музыки, 2008. — 560 с. — (Мир культуры, истории и философии). — 1500 экз. — ISBN 978-5-8114-0842-9.
- Levinson Andre. Leon Bakst. — Berlin: Ernst Wasmuth A.G., 1922. — 58 S. — 250 экз.

### Избранные статьи
- Гумилёв. «Романтические цветы» // Современный мир. — 1909. — № 7. — С. 188—191.
- «1914»: Аллегорическое действие князя С. М. Волконского // Аполлон. — 1915. — № 1. — С. 67—69.
- Русские художники декораторы // Столица и усадьба. — 1916. — № 57. — С. 14.
- Николай Гумилёв. «Костер» // Жизнь искусства. — [1918?]. — № 22 (24 ноября). — С. 24.
- Блаженны мёртвые [: памяти Н. С. Гумилёва] // Последние новости: Париж. — 1921, 20 октября. — № 464. — C. 2.
- Гумилёв // Современные записки. — 1922. — № 9. — С. 309—315.
- Гумилёв. Блаженны мёртвые // [www.belousenko.com/wr_Gumilev.htm Николай Гумилёв. В воспоминаниях современников] / Сост., ред., предисл. и коммент. В.Крейда. Р.-N.Y.: Третья волна; Дюссельдорф: Голубой всадник, 1989; Репринт: М.: Вся Москва, 1990. — ISBN 978-5-7110-0073-0; ISBN 5-7110-0073-X.
- Там, где была Россия [эссе] // Руль: Берлин. — 1921, 7 апреля[7]
- Анна Павлова и легенда Лебедя // Виктор Дандре. Анна Павлова. Жизнь и легенда. — СПб.: Вита Нова, 2003. — С. 488—504. — (Жизнеописания). — 1500 экз. — ISBN 5-93898-043-7.
- Чудеса экрана // Киноведческие записки. — № 42